# Otoyomegatari
Otoyomegatari (乙嫁語り?   lit. «La historia de una novia»), también conocida como Bride Stories, es una serie de manga japonesa de romance histórico escrita e ilustrada por Kaoru Mori. Ha sido serializada en la revista Harta (anteriormente conocida como Fellows!) de Enterbrain desde octubre de 2008 a noviembre de 2020, después de lo cual se transfirió a la revista Aokishi de Kadokawa en junio de 2021. Ha sido recopilada en quince volúmenes tankōbon hasta noviembre de 2024. Ganó el Prix Intergénérations (premio intergeneraciones) del Festival Internacional de la Historieta de Angulema en 2012, así como el premio anual Manga Taishō en 2014.

## Sinopsis
Ambientada en una ciudad rural cerca del mar Caspio en Asia Central a finales del siglo xix, la historia gira en torno a una joven llamada Amira, que llega de un pueblo distante a través de las montañas para casarse con Karluk, un joven ocho años menor que ella. La serie sigue su relación a medida que se desarrolla, al tiempo que presenta otras historias sobre varias mujeres jóvenes y su vida cotidiana con sus respectivos novios y esposos a lo largo de la Ruta de la Seda.